# 疏花水柏枝
疏花水柏枝（学名：Myricaria laxiflora），为柽柳科水柏枝属下的一个植物种。